# (200256) 1999 VQ225
(200256) 1999 VQ225 es un asteroide perteneciente al cinturón de asteroides, descubierto el 5 de noviembre de 1999 por el equipo del Lincoln Near-Earth Asteroid Research desde el Laboratorio Lincoln, Socorro, Nuevo México, Estados Unidos.

## Designación y nombre
Designado provisionalmente como 1999 VQ225.

## Características orbitales
1999 VQ225 está situado a una distancia media del Sol de 2,709 ua, pudiendo alejarse hasta 3,195 ua y acercarse hasta 2,223 ua. Su excentricidad es 0,179 y la inclinación orbital 5,999 grados. Emplea 1629,05 días en completar una órbita alrededor del Sol.

## Características físicas
La magnitud absoluta de 1999 VQ225 es 16.